# ウィリアム・ウェストモーランド
ウィリアム・チャイルズ・ウェストモーランド（英語: William Childs Westmoreland、1914年3月26日 - 2005年7月18日）は、アメリカ合衆国の軍人。最終階級は陸軍大将。
1964年8月のトンキン湾事件を契機に開始されたベトナム戦争へのアメリカ本格介入においてアメリカ軍の指揮を執った後、1968年7月から1972年6月まで陸軍参謀総長を務めた。ベトナム戦争は事実上アメリカの敗北に終わったため、20世紀のアメリカ合衆国における将軍の中では数少ない負け戦を指揮した将軍である。

## 経歴
1914年3月26日にサウスカロライナ州スパータンバーグ郡に誕生した。1932年にウェスト・ポイント陸軍士官学校に入学して優秀な成績をおさめ、1936年6月に卒業後は第二次世界大戦や朝鮮戦争で活躍した。
1951年6月から1955年7月まで大分県別府市にある中山別荘（和田豊治の別邸として建てられたアメリカンコテージ式の建物）に居住した。
1964年1月、南ベトナム軍事援助司令部（MACV）副司令官となった後、同年6月にMACV司令官に就任し、事実上のアメリカ軍ベトナム派遣軍司令官を務めた。1968年1月のテト攻勢では敵の攻撃を退けたが、国際的な批判が高まったためにアメリカ軍の更なる戦力増強は制限された。同年7月にウェストモーランドはMACV司令官の職を副司令官のクレイトン・エイブラムス大将に譲って退任すると陸軍参謀総長に就任し、1972年6月まで務めた。
陸軍参謀総長時代にはこの時期に1974年度アカデミー賞ドキュメンタリー映画賞を受賞したハーツ・アンド・マインズに登場してインタビューを受けており、「ガンガン爆撃をすればベトナム戦争に勝てた。アジア人は子供みたいでどんなに些細な事でも口うるさく問題にする。赤ん坊は歩く前に這うことを学び歩けるようになってから初めて走ることが出来る。ベトナム人は背伸びしたがる子供だ。」「東洋人は西洋ほど、人命を重視しない。東洋では人命は十分にあって、その値段も安い。彼らの価値観として、命は重要ではない」などと語っている。また、将軍としての職務を遂行するに当たって自信が無かったのか、ダグラス・マッカーサーのもとを訪れて指示を仰いだことがあるとも語っている。同年7月に退役した。
1974年11月に実施されたサウスカロライナ州知事選挙に立候補したが落選する。1983年1月にはCBSの報道番組において、「戦争中の敵兵力、特に解放戦線の非正規民兵の推定数を大幅に過小評価していた」として元CIA職員や部下の武官らの証言により批判された。これに対してCBSを名誉毀損で訴え、1984年10月から1985年2月まで法廷で争われたが、後に和解した。
2005年7月18日にサウスカロライナ州チャールストンにて、91歳で死去した。

## 家族
1947年5月にキャサリン・ヴァン・デューセンと結婚し、3人の子女が誕生した。

### 死亡記事
- Initial report on the death of Westmoreland from the Associated Press
- Obituary: General Commanded Troops in Vietnam ワシントン・ポスト
- Gen. Westmoreland, Who Led U.S. in Vietnam, Dies ニューヨーク・タイムズ
- Commander of US forces in Vietnam dies aged 91 ザ・タイムズ
- Obituary: Commander of U.S. troops in Vietnam Gen. William Westmoreland シカゴ・トリビューン
- A general who fought to win from The State
- ‘Westy’ recalled as noble, tragic from The State
- General Westmoreland's Death Wish and the War in Iraq from CommonDreams.org